# José Hernández (Maler)
José Hernández (* 5. Januar 1944 in Tanger, Spanisch-Marokko; † 20. November 2013 in Málaga) war ein spanischer Maler und Plastiker.
Geboren im spanischen Protektorat Marokko, stellte er 1962 seine ersten Werke in der „Librairie des Colonnes“ in Tanger aus. Dort wurde er trotz einer Jugend schon bald in den künstlerischen Kreisen aufgenommen, Emilio Sanz Soto kommentiert: „Bei diesen gespenstischen Besuchen in phantasmagorischer Umgebungen wurde ich von dem sehr jungen Maler José Hernández aus Tanger begleitet, der bereits mit 17 Jahren tagträumend war und wütende Katzen zeichnete.“ Seine Zeichnungen zeigen seine Neigung zur Traumdarstellung, sicherlich beeinflusst von der Lektüre fantastischer Werke.
Mit zwanzig Jahren ging er nach Madrid, und ab 1967 arbeitete er intensiv auch an seinem grafischen Werk. Bekannt sind seine Stiche zu Werken von James Joyce und Artur Rimbaud, Federico García Lorca, Franz Kafka, Ernesto Sabato, Juan Rulfo, Luis Buñuel, José-Miguel Ullán, Juan de Jáuregui und Gustavo Adolfo Bécquer.
Seit 1974 nahm er als Bühnenbildner und Kostümbildner an zahlreichen Theaterprojekten teil, für Werke von Michel de Ghelderode, Calderón de la Barca, Federico García Lorca, Antonio Buero Vallejo, Ramón María del Valle-Inclán, Miguel de Cervantes, José Saramago, Francisco Nieva, Antonio Gala, Carlos Fernandez Shaw, Ignacio García May oder José Zorrilla, und in Opern von Manuel de Falla oder Luis de Pablo.

## Ehrungen und Preise
- Premio Nacional de Artes Plásticas. Madrid, 1981
- Premio Internacional Biella per L’Incisione, Italien
- Medalla de Honor de la XII Internacional Exhibition of Modern Ex Libris de Malbork, Polen
- Medalla de Honor de la Real Academia de Bellas Artes de Santa Isabel de Hungría de Sevilla
- Membre titulaire de l’Académie Européenne des Sciences, des Arts et des Lettres, Paris
- Premio Nacional de Arte Gráfico de 2006